# Брол
Брол (њем. Brohl) општина је у њемачкој савезној држави Рајна-Палатинат. Једно је од 92 општинска средишта округа Кохем-Цел. Према процјени из 2010. у општини је живјело 371 становника. Посједује регионалну шифру (AGS) 7135016.

## Географски и демографски подаци
Брол се налази у савезној држави Рајна-Палатинат у округу Кохем-Цел. Општина се налази на надморској висини од 240 метара. Површина општине износи 5,9 km². У самом мјесту је, према процјени из 2010. године, живјело 371 становника. Просјечна густина становништва износи 63 становника/km².